# 八木昇
八木 昇（やぎ のぼる、1921年12月14日 - 2005年4月26日）は、佐賀県出身の政治家、元衆議院議員。日本社会党所属。
日本電気産業労働組合（電産）中央執行委員をはじめ、佐賀県総評初代議長、労働金庫初代理事長を務め、佐賀県労働運動や労働者福祉運動の礎を築いた。
衆議院議員は1955年の第27回衆議院議員総選挙で初当選、以来計9期（25年9ヶ月）を務めた。
2005年4月26日、肺炎のため死去。葬儀は佐賀市内で行われた。

## 経歴、概説
1921年、佐賀郡富士町（現、佐賀市）で生まれる。福岡中学、早稲田大学を経て、1942年に九州配電（後の九州電力）に入社。1944年、歩兵第48連隊（久留米）入隊、フィリピン、モンテンルパ捕虜収容所より復員。

### 労働運動
- 1946年 九州配電労働組合佐賀支部青年部長、書記長。
- 1947年 日本電気産業労働組合（電産）中央執行委員（1955年まで）
- 1948年 電産九州地方本部副委員長。電産佐賀支部委員長。
- 1951年 佐賀県労働組合協議会議長。
- 1953年 佐賀県労働金庫理事長。佐賀県労働会館建設委員会委員長。

### 政治運動
- 1949年 日本社会党入党。同佐賀県本部書記長。
- 1955年 日本社会党中央本部労働部長。
- 1960年 同佐賀県本部書記長。（再任）
- 1973年 日本社会党中央本部教宣局長。
- 1975年 日本社会党衆議院国会対策副委員長。
- 1977年 同佐賀県本部執行委員長。
- 1982年 日本社会党中央本部国際局長。
- 1987年 同佐賀県本部顧問。（1996年に社会民主党に党名変更）
- 1987年 原水爆禁止佐賀県協議会会長。
- 1992年 核廃絶・平和と憲法を生かす佐賀県民の会会長。

### 選挙歴
- 1953年 第3回参議院議員通常選挙（地方区）、次点落選
- 1955年 第27回衆議院議員総選挙（佐賀県全県区、社会党左派）、2位当選
- 1958年 第28回衆議院議員総選挙、4位当選
- 1960年 第29回衆議院議員総選挙、次々落選
- 1962年 第6回参議院議員通常選挙（地方区）、次点落選
- 1963年 第30回衆議院議員総選挙、4位当選
- 1967年 第31回衆議院議員総選挙、3位当選
- 1969年 第32回衆議院議員総選挙、5位当選
- 1972年 第33回衆議院議員総選挙、2位当選
- 1976年 第34回衆議院議員総選挙、次点落選
- 1977年 第11回参議院議員通常選挙（地方区）、次点落選
- 1979年 第35回衆議院議員総選挙、2位当選
- 1980年 第36回衆議院議員総選挙、3位当選
- 1983年 第37回衆議院議員総選挙、1位当選

合計9期（25年9ヶ月）